# 犬上県
犬上県（いぬかみけん）は、1872年（明治4年）に近江国北部を管轄するために設置された県。現在の滋賀県北部（東近江市の大部分を含む）にあたる。本項では前身の長浜県（ながはまけん）についても述べる。

## 沿革
- 明治4年
  - 11月22日（1872年1月2日） - 第1次府県統合により近江国北部の6郡の区域をもって長浜県が発足。管轄区域内に藩庁が所在した彦根県・宮川県・山上県・朝日山県が廃止。県庁は坂田郡長浜（現・長浜市）への移転を予定していたが、犬上郡彦根（現・彦根市）の彦根城に設置。
  - 11月29日（1872年1月9日）- 大津県に所属していた高島郡が当県の管轄となる。
- 明治5年
  - 1月24日（1872年3月3日） - 武蔵国荏原郡・多摩郡の管轄地域の世田谷飛地を東京府に移管。
  - 2月16日（1872年3月24日） - 県庁が坂田郡長浜に移転。
  - 2月27日（1872年4月4日） - 県庁の犬上郡彦根への移転を予定して犬上県に改称。
  - 5月 - 県庁が犬上郡彦根に移転。
  - 9月28日（1872年10月30日） - 滋賀県に合併。同日犬上県廃止。

## 管轄地域
- 近江国
  - 高島郡
  - 伊香郡
  - 浅井郡
  - 坂田郡
  - 犬上郡
  - 愛知郡
  - 神崎郡

旧・彦根藩の飛地領で彦根県が管轄した武蔵国荏原郡・多摩郡の各一部も一時的に管轄した。

## 歴代知事

### 長浜県
- 明治4年11月25日（1872年1月5日） - 明治5年2月27日（1872年4月4日）  ： 権令・神山郡廉（前高知県大参事、元高知藩士）

### 犬上県
- 明治5年2月27日（1872年4月4日） - 明治5年9月28日（1872年10月30日） ： 権令・神山郡廉（前長浜県権令）